# Tití de Coimbra-Filho
El tití de Coimbra-Filho (Callicebus coimbrai) és una espècie de primat del gènere dels titís, dins de la família dels pitècids. El seu nom és un homenatge al zoòleg brasiler Adelmar Faria Coimbra-Filho. Fou descrit l'any 1999.
Aquesta espècie viu al sud-est del Brasil, a les regions costaneres de Sergipe i el nord-est de Bahia. El seu hàbitat natural són els boscos.